# Harry Potter i Odaja tajni (2002.)
Harry Potter i Odaja tajni (eng. Harry Potter and the Chamber of Secrets) je fantasy film iz 2002. redatelja Chris Columbusa, te distribuiran od Warner Bros. Pictures, temeljen na istoimenom romanu J. K. Rowling iz 1998. godine. Producirao ga je David Heyman, a napisao Steve Kloves. To je nastavak Harry Potter i Kamen mudraca (2001.) i drugi prilog u serijalu filmova o Harryju Potteru. Glavne uloge tumače Daniel Radcliffe kao Harry Potter, s Rupertom Grintom kao Ron Weasley, i Emmom Watson kao Hermiona Granger. Priča prati Harry Potterovu drugu godinu u školi za vještičarenja i čarobnjaštvo Hogwarts dok nasljednik Salazara Slytherina otvara Odaju tajni, puštajući čudovište koje ugrožava stanovnike škole.
Glumci prvog filma vratili su se za nastavak, te su se priključili Kenneth Branagh, Jason Isaacs i Gemma Jones. Bio je to posljednji film u kojem je Richard Harris prikazan kao profesor Albus Dumbledore, zbog njegove smrti iste godine. Glavno snimanje je započelo u studenom 2001. godine, samo tri dana nakon izlaska prvog filma. Snimano je u filmskim studijima Leavesden i povijesnim zgradama širom Velike Britanije, kao i na otoku Man. Snimanje filma zaključeno je u srpnju 2002.
Odaja tajni objavljena je u kinima u Velikoj Britaniji i Sjedinjenim Državama 15. studenoga 2002. Film je postao kritični i komercijalni uspjeh, sakupio je 879 milijuna dolara širom svijeta i postao je drugi film s najviše zarade 2002. iza Gospodara prstenova: Dvije kule. Nominiran je za brojne nagrade, uključujući nagradu BAFTA za najbolji produkcijski dizajn, najbolji zvuk i najbolje vizualne efekte. Slijedio ga je Harry Potter i zatočenik Azkabana 2004. godine.

## Radnja
Harry Potter provodi ljeto s Dursleyima bez ijednog pisma od svojih prijatelja iz Hogwartsa. U svojoj sobi Harry susreće Dobbyja, kućnog vilenjaka koji ga upozorava na opasnost koja će se ostvariti ako se vrati u Hogwarts. Dobby otkriva da je presreo pisma njegovih prijatelja, te kvari važnu večeru za Dursleyeve, koji zatvaraju Harryja u pokušaju da spriječe njegov povratak u Hogwarts. Harryjev prijatelj Ron Weasley i njegova starija braća blizanci Fred i George spašavaju ga u očevom letećem automobilu  Ford Angliji.
Dok kupuju školski pribor, Harry i obitelj Weasley susreću se s Rubeusom Hagridom i Hermionom Granger. Oni sudjeluju u potpisivanju knjige slavnog čarobnjaka Gilderoya Lockharta, koji najavljuje da će biti novi učitelj Obrane od mračnih sila. Tijekom malog sučeljavanja s Dracom Malfoyem, Harry upoznaje Dracovog oca Lucijusa koji diskretno ubacuje knjigu u stvari Ginny Weasley, što samo Harry primjećuje. Kada je Harryju i Ronu blokiran ulazak na platformu Devet i tri četvrtine na željezničkoj stanici King's Cross, oni lete u Hogwarts u letećem automobilu. Pri dolasku upadaju u Prijeteću vrbu (Whomping Willow), usljed čega je Ronov štapić slomljen. Oba dječaka izbjegavaju da budu izbačeni iz škole ali im profesorica McGonagall daje kaznu.
Tijekom kazne Harry čuje čudne glasove i kasnije nađe mačku skrbnika Argusa Filcha, gospođu Norris, okamenjenu, zajedno s porukom ispisanom krvlju koja najavljuje "Odaja tajni je otvorena, neprijatelji nasljednika ... čuvajte se". McGonagall objašnjava da je jedan od osnivača Hogwartsa, Salazar Slytherin, navodno izgradio tajnu komoru. Unutra je smjestio čudovište koje može kontrolirati samo njegov potomak, sposobno očistiti školu učenika rođenih bezjacima. Harry i Ron sumnjiče Malfoya za nasljednika, pa Hermiona sugerira da ga ispituju dok se prerušavaju koristeći zabranjeni višesokovni napitak (Polyjuce potion). Koriste napuštenu kupaonicu u kojoj boravi duh Plačljiva Myrtle, kao svoj improvizirani laboratorij za pripremu napitaka.
Tijekom igre metloboja (Quidditch), Harryju je ruka slomljena, nakon čega ga posjećuje Dobby u ambulanti, koji govori Harryju da je on zatvorio portal na Platformu 9 3/4, pokušavajući natjerati Harryja da napusti školu. Kada Harry kasnije za vrijeme nastave komunicira sa zmijom, škola povjeruje da je on potomak Slytherina. Na Božić, Harry i Ron saznaju da Malfoy nije potomak, ali Malfoy spominje da mu je otac rekao da je djevojka rođena bezjakinja umrla kad je Odaja zadnji put otvorena prije pedeset godina. Harry pronalazi očarani dnevnik koji je posjedovao bivši student Hogwartsa Tom Riddle, a koji sadrži sjećanje prije pedeset godina kada je Riddle optužio Hagrida, tada isto učenik, da je otvorio odaju. Kada je dnevnik ukraden a Hermiona okamenjena, Harry i Ron ispituju Hagrida. Profesor Dumbledore, ministar magije Cornelius Fudge i Lucius dolaze povesti Hagrida u Azkaban, ali on diskretno govori dječacima da "slijede paukove". U Zabranjenoj šumi (Forbiden Forest) Harry i Ron susreću Hagridova divovskog pauka, Aragoga, koji otkriva Hagridovu nevinost i daje im mali trag o čudovištu.
Stranica iz knjige u Hermioninoj ruci identificira čudovište kao baziliska, divovsku zmiju koja odmah ubija one koji je pogledaju izravno u oči; okamenjene žrtve to su ju vidjele samo posredno. Osoblje škole saznaje da je Ginny odvedena u Odaju, i uvjeravaju Lockharta da je spasi. Harry i Ron pronalaze Lockharta, koji je izložen kao prevarant, i planira pobjeći; znajući da je Myrtle djevojka koju je bazilisk ubio, odvode ga u kupaonicu i pronalaze ulaz u odaju. Jednom unutra, Lockhart koristi Ronov slomljen štapić protiv njih, ali on uzvrati čar, obriše mu memoriju i prouzrokuje rušenje špilje.
Ostavljajući Rona sa sada zbunjenim Lockhartom, Harry ulazi sam u Odaju i pronalazi Ginny bez svijesti, koju čuva Tom Riddle. Riddle otkriva da je koristio dnevnik kako bi manipulirao Ginny i ponovno otvorio Odaju. Kad Riddle kreira anagram svog budućeg novog identiteta, "Ja sam lord Voldemort", Harry shvaća da je sam Riddle Slytherinov potomak i pravi identitet Voldemorta. Nakon što Harry izrazi odanost Dumbledoreu, Fawkes ulazi s Razredbenim šeširom, zbog čega Riddle poziva k sebi baziliska. Fawkes zaslijepi baziliska, dopuštajući Harryju da ga izravno gleda bez da bude ubijen ili okamenjen. Šešir na kraju proizvede Gryffindorov mač, s kojim se Harry bori i ubije baziliska, iako ga je ozlijedio jedan od njegovih očnjaka.
Harry pobijedi Riddlea i oživi Ginny izbojući dnevnik zubom baziliska. Fawkesove suze liječe Harryja i on se s prijateljima i zbunjenim Lockhartom vraća u Hogwarts. Dumbledore ih hvali i naređuje Hagridovo puštanje na slobodu. Dumbledore pokazuje Harryju da je mač kojim je upravljao bio vlastiti mač Godrica Gryffindora, i kaže da se on razlikuje od Voldemorta jer je odabrao Gryffindor umjesto Slytherina. Harry optužuje Luciusa, Dobbyjeva gospodara, da je stavio dnevnik u Ginnyn kotao, i vara ga da oslobodi Dobbyja. Žrtve baziliska izliječene su, Hermiona se ponovno viđa s Harryjem i Ronom, a Hagrid je pušten iz Azkabana.
U posljednjoj sceni je viđen Lockhart u luđačkoj jakni, nakon što je objavio novu knjigu pod naslovom Tko sam ja?

## Glumci
- Daniel Radcliffe kao Harry Potter: 12-godišnji britanski čarobnjak poznat po tome što je preživio ubojstvo svojih roditelja od ruke zlog čarobnjaka lorda Voldemorta kao novorođenče, koji sada ulazi na svoju drugu godinu u školi vještičarstva i čarobnjaštva Hogwarts.

- Rupert Grint kao Ron Weasley: Harryjev najbolji prijatelj u Hogwartsu i mlađi član čarobnjačke obitelji Weasley.
- Emma Watson kao Hermiona Granger: Harryjeva najbolja prijateljica i mozak trojke.
- Kenneth Branagh kao Gilderoy Lockhart: Slavni autor i novi učitelj Obrane od mračnih sila u Hogwartsu. Hugh Grant bio je prvi izbor za ulogu Lockharta, ali zbog sukoba u rasporedu nije mogao igrati lik. Za ulogu je također razmatran Alan Cumming.
- John Cleese kao Gotovo Bezglavi Nick: kućni duh doma Griffindor.
- Robbie Coltrane kao Rubeus Hagrid: polu-div i čuvar klučeva Hogwartsa.
- Warwick Davis kao Filius Filtwick: učitelj Čari u predstojnik doma Ravenclaw.
- Richard Griffiths kao Vernom Dursley: Harryjev tetak bezjak.
- Richard Harris kao Albus Dumbledore: ravnatelj Hogwartsa i najmočniji čarobnjak ovog doba. Harris je preminuo kratko prije objave filma.
- Jason Isaacs kao Lucius Malfoy: otac od Dracoa i također bivši učenik Hogwartsa iz doma Slytherin.
- Gemma Jones kao madam Pomfrey: lječnica u Hogwartsu.
- Alan Rickman kao Severus Snape: učitelj Napitaka i predstavnik doma Slytherin.
- Fiona Shawn kao Petunija Dursley: Harryjeva teta bezjakinja.
- Maggie Smith kao Minerva McGonagall: učiteljica Preobrazbe i predstavnica doma Gryffindor.
- Julie Walters kao Molly Weasley: majka od Rona.

## Produkcija

### Kostimi i dizajn
Dizajner produkcije Stuart Craig vratio se za nastavak dizajnirajući nove elemenate koji ranije nisu viđeni u prvom filmu. Dizajnirao je Jazbinu na temelju interesa Arthura Weasleyja za bezjake, izgrađen okomito, dok je leteći auto gospodina Weasleyja Ford Anglia 105E iz 1962. godine. Odaja tajni, dugačka preko 76 metara i širine 36,5 metara, bila je najveći set stvoren za serijal. Za film je izgrađena i Dumbledorov ured u kojem se nalazi Razredbeni šešir i Gryffindorov mač. 
Lindy Hemming bila je kostimografkinja za film, te je zadržala je mnoge već postavljene kostime likova i odlučila se usredotočiti na nove likove predstavljene u nastavku. Garderoba Gilderoya Lockharta sadržavala je svijetle boje, za razliku od "tamnih, prigušenih ili sumornih boja" ostalih likova. Branagh je rekao: "Željeli smo stvoriti hibrid između perioda perjanice i nekoga tko izgleda kao da bi se mogli uklopiti u Hogwarts." Hemming je također usavršila kostim Lucija Malfoya. Jedan od originalnih koncepata bio je da nosi odijelo s prugom, no promijenjeno je u krzno i trsku od zmijske glave kako bi primijetio svoju aristokratsku kvalitetu i odrazio "osjećaj starog". 

### Odabir glumaca
U lipnju 2001., Guardian je izvijestio da se smatra Hugh Grant za ulogu Gilderoyja Lockharta, ali je napustio ulogu zbog sukoba sa snimanjima, a i Alan Cumming se razmatrao. U listopadu 2001. godine Kenneth Branagh je postavljen u ulogu Lockharta. U prosincu 2001. Shirley Henderson odabrana je kao Plačljiva Myrtle. U siječnju 2002., Jason Isaacs započeo je razgovore o glumi Luciusa Malfoya, te je sljedećeg mjeseca potvrđen za ulogu. U ožujku 2002. godine najavljeno je još nekoliko glumaca, među kojima su Christian Coulson kao Tom Marvolo Riddle, Mark Williams kao Arthur Weasley i Gemma Jones kao Madam Pomfrey. 

### Snimanje
Glavna fotografija za Odaju tajne započela je 19. studenoga 2001., samo tri dana nakon širokog objavljivanja prvog filma. Posao druge jedinice započeo je tri tjedna prije, ponajviše za scenu letećeg automobila. Snimanje se odvijalo uglavnom u Leavesden Film Studios u Hertfordshireu, kao i na otoku Man. Željeznička stanica King's Cross korištena je kao mjesto snimanja za platformu 9¾, iako je za snimanje eksterijera korišten St Pancras International. Katedrala Gloucester korištena je kao postavka za školu Hogwarts, zajedno s katedralom u Durhamu, dvorcem Alnwick, opatijom Lacock, i knjižnicom Bodleian na Sveučilištu u Oxfordu. Jazbina je izgrađena u Gypsy Laneu, Abbots Langley, ispred Leavesden Studios.
Roger Pratt doveden je kao direktor fotografije za Odaju tajni, kako bi dao filmu "mračniji i ozbiljniji osjećaj" od svog prethodnika, što je odražavalo "rast likova i priče.”. Redatelj Chris Columbus odlučio koristiti ručne kamere kako bi omogućio veću slobodu u kretanju. Profesor lingvistike Cambridgea Francis Nolan stvorio je Parseltongue, jezik kojim zmije govore u filmu. Glavna fotografija zamotana u srpnju 2002. 

### Zvuk
Zbog događaja koji se događaju u Harry Potter i Odaja tajni, zvučni efekti filma bili su mnogo ekspanzivniji nego u prethodnom dijelu. Dizajner zvuka i urednik zvuka Randy Thom vratio se za nastavak pomoću Pro Alata za dovršetak posla, koji je uključivao početne koncepcije učinjene na Skywalker Soundu u Kaliforniji i primarne radove obavljene u Shepperton Studios u Engleskoj. 
Thom je htio dati glas Prijetećoj Vrbi, duboko jecanje za koje je ostvario tako da je vlastiti glas usporio, izjednačio i pojačao bas. Za mandraće kombinirao je dječji plač sa ženskim krikovima, kako bi "učinio to dovoljno egzotičnim da biste pomislili: "Hmm, nikad prije nisam čuo nešto takvo.”
Thom je baziliska opisao kao izazov, "jer je to divovska zmija, ali je i poput zmaja - nema mnogo zmija poput takvih zube. Morao je zviždati, morao je vrištati i bilo je trenutaka na kraju kad je bio u boli." Pomiješao je vlastiti glas, tigrove rike i vokalizacije konja i slonova. 

### Vizualni efekti
Rad na vizualnim efektima trajao je devet mjeseci, do 9. listopada 2002., kada je film završen. Industrial Light & Magic, Mill Film, Tvrtka Moving Picture (MPC), Cinesite i Framestore CFC obradili su otprilike 950 snimaka vizualnog efekta u filmu. Jim Mitchell i Nick Davis služili su kao supervizori za vizualne efekte. Oni su bili zaduženi za stvaranje CG likova, između ostalih, kućnog vilenjaka Dobbyja, Baziliska i Cornish pixies. Chas Jarrett iz MPC-a služio je kao nadzornik CG-a i nadzirao je pristup svakog kadra koji u filmu sadrži CG. S posadom od 70 ljudi, tvrtka je od rujna 2001. do listopada 2002. snimila 251 snimaka, od čega  je 244 završilo u filmu. 
Tim za vizualne efekte djelovao je zajedno s nadglednikom efekata stvorenja Nickom Dudmanom, koji je osmislio feniksa, Mandrakes, Aragog Acromantula i prvih 25 stopa (8 m) Baziliska. Prema Dudmanu, "Aragog je predstavljao značajan izazov odjelu Stvorenja." Ogromni pauk bio je visok 3 metra s rasponom nogu od 5 stopa, a svaki od njih morao je kontrolirati drugi član tima. Cijelo je stvorenje težilo tri četvrtine tone. Za aktiviranje animatronika Aragog na setu je trebalo preko 15 ljudi.
Slijed s Prijetećom Vrbom zahtijevao je kombinaciju praktičnih i vizualnih efekata. Nadzornik specijalnih efekata John Richardson i njegov tim stvorili su mehanički upravljane grane kako bi pogodili leteći automobil. Komplet mjerila 1: 3 izgrađen je na pozornici u studijima Shepperton, koji je sadržavao gornju trećinu stabla potpune veličine, s prisilnom perspektivom da se čini preko 30 metara. Dvorište i stablo izgrađeni su u 3D obliku. Neki su snimci u potpunosti postali digitalni. Jarret je prikaz prikazivao kao "najveći izazov" scene, jer "u njemu se upravo toliko toga događalo... Bilo je jednostavno masivno." 

## Glazba
John Williams, koji je skladao partituru za prethodni film, vratio se za Harry Potter i Odaju tajni. Sastavljanje filma pokazalo se teškim zadatkom, jer je Williams upravo završio snimanje epizode II Ratova zvijezda: Napad klonova i Izvještaj o manjini kada je trebao započeti rad na Uhvati me ako možeš. Zbog toga je William Ross doveden da prenese teme iz Kamena mudraca u novi materijal koji je Williams sastavljao kad god je imao priliku.

## Kritike
Na internetskoj stranici Rotten Tomatoes film ima odobrenje od 83% na temelju 236 recenzija, s prosječnom ocjenom 7,21/10. Kritični konsenzus stranice glasi: "Iako možda očaravajuća za mlađu publiku, Odaja tajni je i mračnija i živahnija od svog prethodnika, šireći i poboljšavajući svemir prvog filma." Film na stranici Metacritic ima ocjenu 63 od 100, temeljeno na 35 kritičara, što ukazuje na "općenito povoljne kritike". Publika koju je ispitivao CinemaScore dodijelila je filmu prosječnu ocjenu "A +" na ljestvici od A do F. To je film o Harryju Potteru s najvišom ocjenom na CinemaScore. 
Roger Ebert dao je Odaji tajni 4 od 4 zvijezde, posebno pohvalivši scenografiju. Entertainment Weekly pohvalio je film boljim i mračnijim od svog prethodnika: "A među stvarima koje ovaj Harry Potter stvarno dobro radi je produbljivanje mračnije, zastrašujuće atmosfere za publiku. Ovako treba biti: Harryjeva priča bi trebala postajati tamnija”. Richard Roeper pohvalio je Columbusovu režiju i vjernost filma knjizi, rekavši: "Chris Columbus, redatelj, radi zaista divan posao biti vjeran toj priči, ali i uvesti je u doba kinematografije". Variety je rekao da je film pretjerano dug, ali pohvalio ga je mračnijim i dramatičnijim, rekavši da je njegovo samopouzdanje i isprekidan štih da mu omogući život osim knjiga, nešto što Kamen mudraca nikada nije postigao. A. O. Scott iz New York Timesa rekao je: "umjesto da se osjećate uznemireno, možda ćete se osjećati izmučeno i istrošeno, ali na kraju ne biti previše strašno razočaran". 
Peter Travers iz Rolling Stonea osudio je film predugog i previše vjernog knjizi: "Još jednom, redatelj Chris Columbus prilazi Rowling sa šesterokutnim pristupom koji guši kreativnost i omogućava filmu da se vuče za gotovo tri sati”. Kenneth Turan iz Los Angeles Timesa film je nazvao klišejem, koji je "deja vu iznova, vjerojatno je da će ono što mislite o prvoj produkciji - pro ili con - vjerojatno razmišljati o ovoj". 